# Ираклијева династија
Ираклијева династија владала је Византијским царством од 610. до 711. године. Њен оснивач је Ираклије, син истоименог картагинског егзарха Ираклија Старијег. Царство је у овом периоду водило ратове са Сасанидском Персијом, Арабљанима, Бугарима, Аварима и Словенима. Династија је збачена у државном удару Филипика Варде. 

## Увод
Територијална рестаурација цара Јустинијана (527—565) остала је без чврстог темеља што је узрок брзом слому његове империје. Освајања на истоку временом су изгубљена. Лангобарди 568. године упадају на Апенинско полуострво и за кратко време окупирају његов већи део. Визиготи у Шпанији предузимају офанзиву и 584. године коначно освајају центар византијске моћи - Кордобу. У северној Африци су Велизарова освајања била нешто трајнија. Византијска власт одржала се скоро до половине 7. века уз кратак период персијске владавине. Јустинијана је наследио сестрић Јустин II (565—578) који је заратио са Персијанцима одбијајући да исплати данак. Енергични цар Маврикије (582—602) довршио је рат постављајући на персијски престо Хозроја II Парвиза и склапајући мир повољан по Византију (591). Маврикије је основао два егзархата. Равенски егзархат је остао центар византијске моћи у Италији све до половине 8. века када га освајају Лангобарди. Картагински егзархат освојили су Арабљани 697. године. Маврикије је заратио са Словенима 592. године. Када је, десет година касније, војска добила наређење да презими са друге стране Дунава, избила је побуна у којој је збачен Маврикије, а на власт постављен Фока (602—610). Фокина владавина период је слома византијске моћи. Балкан је препуштен Словенима, а Персијанци су ударили на исток. Странка зелених, која је у почетку подржавала Фокину политику прогона Јевреја и монофизита, убрзо се окренула против цара. Картагински егзарх Ираклије послао је свога сина на челу флоте ка престоници. Ираклије Млађи дочекан је као ослободилац. Он је убрзо учинио крај Фокиној страховлади. Овај догађај означава крај рановизантијског периода. 

## Ираклијева владавина
Ираклије (610—641) је био један од највећих византијских владара. У тренутку његовог доласка на власт, Византија је била економски и финансијски потпуно исцрпљена. Балканом су господарили Авари и Словени, а у Малој Азији Персијанци. Подунавске провинције и скоро цела Македонија пале су у руке варвара. Тракија је опустошена, а нарочито снажни су били напади на Солун. Словени су нападали Средњу Грчку, Пелопонез, па чак и грчка острва. Око 614. године разорили су Салону, средиште византијске управе у Далмацији. Византијски Балкан распао се на низ државних формација које су Византинци називали склавинијама. 
Истовремено Персијанци напредују у предњој Азији освајајући 613. године Антиохију, а следеће године и Јерусалим. Истински крст је том приликом однесен у Ктесифон. Персијанци напредују и у Малој Азији продирући све до Хакледона. У пролеће 619. године отпочело је освајање Египта. Сам цар Ираклије умало је избегао атентат 619. године приликом састанка са аварским каганом. 
У овом критичном тренутку отпочела је реорганизација византијског војног и управног система. Формирају се теме - управне јединице војног карактера на чијем челу су стајали стратези у чијим рукама је била сконцентрисана врховна цивилна и војна власт. Стара провинцијска подела није одмах напуштена. Подела на префектуре изгубила је свој значај. Сем управних јединица, теме су биле и територије намењене насељавању војске. Војници су добијали земљу (стратиотска имања) у замену за војну службу. Три војне теме формиране су у доба цара Ираклија. То су биле Арменијака, Анатолика и Опсикија (могуће је да је постојала и Поморска тема у јужној Малој Азији). Ираклије је извршио и војну реформу. Све већи значај стичу лако наоружани коњаници. Резултат реформи цара Ираклија јесте преокрет у рату са Персијанцима. Ираклије је 619. године склопио мир са Аварима и лично повео војску на исток остављајући патријарха Сергија у Цариграду. Персијски војсковођа Шахрбараз тешко је поражен чиме је ослобођена Мала Азија. Ираклије 623. године упада у Јерменију, заузима Двин и удара на Ганзак рушећи Заратустрин храм. Шахрбаз, у савез са Аварима, опседа Цариград 626. године. Сергије је успео да одбрани град. На истоку, Ираклије склапа савез са Хазарским каганатом. Одлучујућа битка вођена је 627. године код Ниниве. Персијска моћ је у бици код Ниниве сломљена. Ираклије следеће године улази у Дастагерду, резиденцију персијског цара. Хозроје је збачен и погубљен, а на његово место је доведен Кавад II који склапа мир. Симболичан завршетак рата јесте повраћај Истинског крста у Јерусалим. 
Пораз Авара пред Цариградом довео је до опадања аварске моћи. Западни Словени под вођством кнеза Сама оснивају јак племенски савез. Истовремено је формиран савез бугарских племена под Кувратом. Током рата са Персијанцима одиграла се, према Константину Порфирогенету, и сеоба Срба и Хрвата на Балкан. Потпуна хеленизација дала је ново обележје царству. Грчки је заменио латински као службени језик у Царству, а цар је латинску титулу августа заменио титулом василевса. Своје синове, Константина и Ираклону, уздигао је за савладаре. 
Плодови Ираклијевог рата на Истоку брзо су изгубљени у нападу Арабљана. Током Византијско-персијског рата, Мухамед је ударао темеље политичком и верском уједињењу арабљанског света. У првом удару Византија губи источне провинције. Калиф Омар наноси Византији пораз код Јармука 636. године. Убрзо пада Антиохија, Јерусалим и Сасанидска Персија. Освајање Египта отпочело је 640. године. Иракије је умро 11. фебруара 641. године. Константин и Ираклона, према очевој жељи, требало је да владају заједно. Створене су две странке које су подржавале различите цареве. Међутим, Константин је умро после само три месеца. Ираклона је постао самодржац, а управа је прешла у руке његове мајке Мартине. Септембра исте године дошло је до преврата. Ираклона и Мартина су уклоњени са престола и осакаћени. Сенат је на власт поставио Константиновог сина малолетног Констанса II (641—668). 

## Констанс II
У првим годинама Констансове владавине Сенат врши туторство над малолетним краљем што је значајно увећало његов утицај. Византијско царство трпи поразе у Египту. Александрија је коначно пала 646. године чиме је заувек изгубљена најбогатија византијска провинција. Муавија је 649. године изградио прву арабљанску флоту. Византинци губе Родос, Кос и Хиос. У бици код Феникса 655. године Византијска флота претрпела је тежак пораз. Грађански рат између Муавије и Алије довео је до склапања мира са Византијом. Арабљани су се обавезали чак и на плаћање данка. Констанс је 658. године покренуо поход на Балкан. Својој власти потчинио је део Македоније депортујући словенско становништво у Малу Азију. У верској политици Констанс је познат по подржавању монотелитизма због чега је цар прогонио најутицајније присталице православља - Максима Исповедника и папу Мартина I. После двадесетогодишње владавине на Босфору, Констанс је решио да престоницу пренесе на Запад. Након краткотрајне посете Риму (5-17. јул 663. година) цар се упутио на Сицилију где је одредио Сиракузу за нову резиденцију. Цар је 668. године убијен у купатилу. Атентат су организовали становници Сицилије незадовољни новим наметима. Власт на Сицилији преузео је Мизизије. Војска равенског егзарха угушила је устанак, а узурпатор је убијен 669. године. На цариградски престо постављен је Констансов син Константин IV. 

## Владавина Константина IV
Константин је владао од 668. до 685. године. Током његове владавине Цариград је претрпео прву опсаду од стране Арабљана. Још током Констансове владавине, Муавија је обновио рат и заузео Кизик, полуострво наспрам Цариграда. Арабљани предузимају опсаду Цариграда (674—678). Међутим, арабљанска војска није могла пробити снажне цариградске бедеме. У одлучујућој бици 678. године, арабљанска флота поражена је захваљујући новом византијском изуму, грчкој ватри. Грчка ватра је проналазак архитекте Калиника из Сирије. Њено спремање било је познато само Византинцима. Муавија је приморан на склапање мира и плаћање годишњег данка од 3000 златника. Победа пред Цариградом је од светског значаја. Поред победе Лава III 718. године и Карла Мартела 732. године код Поатјеа, победа пред Цариградом убраја се у битке које су спасле Европу од муслиманског надирања. 
Током арапске опсаде Цариграда долази до насељавања Бугара под Аспарухом на Балкан. Бугарски савез из времена Ираклија распао се средином 7. века. Новопридошли Бугари заратили су са Византијом 680. године. Константин је поражен у рату и приморан на велико понижење. Обавезао се да младој бугарској држави плаћа годишњи данак. Први пут Византија је принуђена да призна стварање државе на својој територији. Константин је 681. године, након неуспешне побуне теме Анатолике, погубио своју браћу и тиме укинуо праксу учешћа савладара у власти. Умро је 685. године. Наследио га је син Јустинијан II.

## Пад Ираклијеве династије
Владвину Јустинијана II карактерише безобрзирни деспотизам. Са Муавијиним наследником Абдалмаликом закључио је мировни споразум којим се Кипар поделио између две силе. Јустинијан се окренуо ратовању на Балкану. У походу 688/9. године продро је кроз окупирану земљу, доспео до Солуна и депортовао велики број Словена у тему Опсикију у Малој Азији. Сем тога, племе Мардаита населио је на Пелопонез, Кефалонију, у област епирског Никопоља и у област Аталеје. Становнике Кипра је преселио у област Кизика. Пресељење Кипрана довео је до новог рата са Арабљанима. Византинци су доживели пораз код Севастопоља у Јерменији (692). Тиме је изгубљен велики део Јерменије. Јустинијан је створио нове теме: поморску тему Карависијанаца и Хеладу. Извршио је и пореску реформу изменивши Диоклецијанов систем главарине-земљарине порезом кога су плаћали сви становници без разлике. Политика јачања малог сељачког и стратиотског поседа није одговарала византијској аристократији која организује државни удар и збачава Јустинијана 695. године, одсеца му нос и протерује у Херсон. На престо је постављен хеладски стратег Леонтије (695—698). Током његове владавине Византинци губе Картагински егзархат. Флота се следеће године побунила и на престо довела Тиберија II (698—705). У помоћ Хазара и бугарског кана Тервела, Јустинијан се успео вратити на престо 705. године. До 711. године влада као Јустинијан Ринотмет (без носа). Леонтија и Тиберија је погубио. Многе официре обесио је широм цариградских бедема. Током друге владавине Јустинијана II избио је рат са Арабљанима који 709. године опседају Тијану. Са папом су одржавани добри односи. Папа је 710. године посетио Цариград. Крајем 710. или почетком 711. године избио је устанак. Побуну су подржавали и Хазари. Цар Јустинијан убијен је од стране свог официра. На престо се попео Филипик Вардан. Тиме је славна Ираклијева династија доживела свој крај. 

## Цареви Ираклијеве династије
| Слика | Име                      | Рођење           | Наследник                      | Владавина                           | Смрт               | Дужина владавине |
| ----- | ------------------------ | ---------------- | ------------------------------ | ----------------------------------- | ------------------ | ---------------- |
|       | Ираклије                 | око 575.         | Фока                           | 5. октобар 610—11. фебруар 641.     | 11. фебрурар 641.  | 31 година        |
|       | Ираклије Нови Константин | 3. мај 612.      | Ираклије                       | 11. фебруар-24/26. мај 641.         | 24/26. мај 641.    | 3 месеца         |
|       | Ираклона                 | 626. година      | Ираклије                       | 11. фебруар - септембар 641.        | 641.               | 7 месеци         |
|       | Констанс II Погонат      | 7. новембар 630. | Син Ираклија Новог Константина | септембар 641—15. септембар 668.    | 15. септембар 668. | 27 година        |
|       | Константин IV            | око 652.         | Констансов син                 | 15. септембар 668. - септембар 685. | 14. септембар 685. | 17 година        |
|       | Јустинијан II            | око 668.         | Константинов син               | 14. септембар 685—695, 705-711      | 11. децембар 711.  | 16 година        |